# Еготелові
Еготелові (Aegothelidae) — родина невеликих нічних птахів ряду дрімлюгоподібних.

## Поширення
Більшість видів поширені в Новій Гвінеї. Деякі види трапляються також в Австралії, на Молуккських островах і Новій Каледонії. Новозеландські види вимерли.

## Опис
Комахоїдні птахи, що полюють в основному в повітрі, але іноді й на землі. Їхнє оперення м'яке, коричневого і блідого відтінків. Вони мають досить невеликі, слабкі ноги (але більші й міцніші, ніж у дрімлюг). Крила короткі. Хвіст довгий і заокруглений.

## Систематика
Дослідження 2003 року аналізу мітохондріальної ДНК послідовності цитохрому б і АТФази субодиниці 8 показують, що слід визнати 11 живих видів з цієї родини, плюс один, що вимер на початку другого тисячоліття нашої ери. Вони є виключно австралазійською групою, але близькі родичі знаходять по всій Євразії в кінці палеогену .

## Види
- Рід Quipollornis (викопний; міоцен, Новий Південний Уельс)
- Рід Aegotheles — еготело
  - Aegotheles novaezealandiae (доісторичний; раніше Megaegotheles)
  - Aegotheles savesi — еготело новокаледонський
  - Aegotheles insignis — еготело великий
  - Aegotheles tatei — татеї
  - Aegotheles crinifrons — еготело молуцький
  - Aegotheles cristatus — еготело австралійський
  - Aegotheles bennettii — еготело смугастоголовий
  - Aegotheles wallacii — еготело темнокрилий
  - Aegotheles archboldi — еготело плямистокрилий
  - Aegotheles albertisi — еготело гірський
  - Aegotheles affinis